# Intervenciones de partidos políticos en Venezuela
Varias intervenciones de partidos políticos en Venezuela han ocurrido durante el gobierno de Nicolás Maduro, generalmente ordenadas por el Tribunal Supremo de Justicia (TSJ) progubernamental. Durante las intervenciones, la junta directiva o la mayoría de los miembros de los partidos políticos son suspendidos, expulsados o sustituidos por miembros designados por el TSJ, entregando sus riendas a una directiva más cercana al gobierno de Nicolás Maduro bajo la excusa de fomentar la democracia interna.
Los partidos intervenidos ha incluido a Por la Democracia Social (2012), Bandera Roja (2012, 2020), Movimiento Electoral del Pueblo (2015), COPEI (2015, 2019), Movimiento Ecológico de Venezuela (2018), Acción Democrática (2020), Primero Justicia (2020), Voluntad Popular (2020), Movimiento Republicano (2020), Tupamaro (2020), Patria Para Todos (2020), Compromiso País (2020), Nueva Visión para mi País (2020) y el Partido Comunista de Venezuela (2023). Henri Falcón denunció lo mismo para el partido Avanzada Progresista (2022).  El partido Movimiento de Integridad Nacional-Unidad (MIN-Unidad) fue intervenido en 2015.
Las intervenciones han sustituido a las juntas directivas de partidos políticos venezolanos históricamente importantes tales como Acción Democrática y Voluntad Popular, pero también se ha intervenido a algunos partidos afines al chavismo como el Partido Comunista de Venezuela (PCV).

## Antecedentes
El 15 de mayo de 2013, se designó una directiva ad hoc encabezada por Pedro Celestino Veliz Acuña como líder del partido Bandera Roja, desconociendo una asamblea interna del partido en la que Gabriel Puerta Aponte fue reelecto como secretario general. En 2014, la directiva anterior fue restituida quedado sin efecto la medida cautelar acordada por el TSJ progubernamental en agosto de 2013. En 2015, los derechos sobre los símbolos electorales fueron otorgados a Pedro Veliz Acuña.

## Historia

### Elecciones parlamentarias de 2015
El 17 de julio de 2015, el Tribunal Supremo de Justicia de Venezuela (TSJ) progubernamental destituye a la directiva nacional del Movimiento Electoral del Pueblo, sustituyendo al entonces Secretario General Wilmer Nolasco por Gilberto Jesús Jiménez Prieto. A raíz de este hecho, parte de la militancia del MEP decide llevar a cabo la iniciativa que denominaron "MEP-Originario", escindiéndose del MEP designado por el TSJ. En mayo de 2017, participaron en el proceso de renovación de los partidos políticos del Consejo Nacional Electoral. Sin embargo, el MEP no fue relegitimado.
Antes de las elecciones parlamentarias de 2015, el TSJ designó nuevos dirigentes del partido COPEI, lo que llevó a algunos a afirmar que el partido estaba infiltrado por el PSUV. En 2017, Caracas Chronicles afirmó que el partido estaba "muriendo de forma indigna", ya que las luchas internas entre los líderes no lograban ponerse de acuerdo sobre el camino a seguir por el partido. Algo similar ocurrió con el Movimiento Ecológico de Venezuela en 2018.
El 6 de agosto de 2015, el TSJ emite y ejecuta una decisión judicial mediante el cual suspende a la dirección nacional y la sustituye con una nueva. El presidente de MIN-Barinas interpuso una demanda contra la directiva encabezaba por Manuel Pérez Soto acusado de desconocer reglamentos y a los órganos del partido. La Sala Constitucional designaría «una junta ad hoc encabezada por Luz María Álvarez, a Ramón Eduardo Odremán y al propio denunciante como directivos». La coalición opositora Mesa de la Unidad Democrática, del cual MIN Unidad era integrante, decidió por unanimidad el suspender al partido como miembro de la coalición.
Para las elecciones parlamentarias de 2015 el MIN fue objeto de polémica por, entre otras cosas, postular candidatos chavistas, tener como eslogan «Somos la oposición» y resaltar la palabra «Unidad», la cual también resaltaba la entonces principal coalición opositora Mesa de la Unidad Democrática (MUD). Incluso, el partido postuló en el estado Aragua a un candidato homónimo al candidato de la MUD.
Igualmente, sobre la postulación de William Ojeda para las elecciones parlamentarias, la entonces presidenta del partido nombrada por el TSJ Luz María Álvarez declaró: «La decisión del Tribunal Supremo de Justicia (TSJ), con apenas 12 horas de antelación del cierre de la presentación de postulaciones, nos obligó a hacer alianzas con otras organizaciones y se nos ‘coléo’ William Ojeda. Cuando hicimos el reclamo correspondiente y exigimos su retiro, el factor que lo presentó amenazó con retirar todos los candidatos en esa entidad. Eso nos habría dejando en desventaja porque, con el retiro de Miranda, dejaríamos de ser un partido nacional. Así que nos tocó aceptar esa contingencia. Tuvimos que calarnos al tipo».

### Elecciones parlamentarias de 2020
El 27 de agosto de 2019, el TSJ suspendió la junta directiva de la Copei para nombrar una directiva presidida por Miguel Salazar. Previamente, la Asamblea Nacional Socialcristiana eligió a Mercedes Malavé el 27 de marzo de 2019.[cita requerida] En mayo de 2020 Tarek William Saab, fiscal general designado por la Asamblea Nacional Constituyente de 2017, le solicitó al TSJ que declarara al partido Voluntad Popular "organización terrorista", lo que resultaría en la ilegalización del partido. Voluntad Popular rechazó dichas acusaciones.
El 15 de junio de 2020, el año de elecciones parlamentarias en el país, el TSJ suspendió la junta directiva del partido Acción Democrática para designar a una nueva presidida por José Bernabé Gutiérrez, días después de que su hermano José Luis Gutiérrez fuera designado por el alto tribunal como rector del Consejo Nacional Electoral. Bernabé Gutiérrez fue expulsado del partido al día siguiente.
El 17 de junio, el TSJ procedió a tomar la misma medida con el partido Primero Justicia y nombró una junta directiva ad hoc presidida por José Brito, que se encargaría del nombramiento del resto de cargos de Primero Justicia a nivel nacional, así como de las autoridades autonómicas, municipales y locales.
El 7 de julio, el TSJ también suspendió la junta directiva de Voluntad Popular, convirtiéndose en la tercera organización política intervenida judicialmente en el mes, al nombrar una junta directiva ad hoc presidida por José Gregorio Noriega, previamente expulsado del partido. El alto tribunal sentenció que Noriega "podrá utilizar la tarjeta electoral, logotipo, símbolos, emblemas, colores y cualquier otro concepto propio" del partido y suspendió las expulsiones tanto de Noriega como de Guillermo Luces y Lucila Pacheco, miembros de la nueva junta directiva.
El 20 de julio, el TSJ suspendió a la junta directiva de Movimiento Republicano y nombró a una junta directiva ad hoc presidida por Manuel Rivas. De acuerdo con la decisión, al igual que Voluntad Popular, La junta directiva ad hoc del partido podría utilizar la tarjeta electoral, logotipo, símbolos, emblemas, colores y cualquier otro concepto del partido.
El 18 de agosto, el TSJ intervino adicionalmente al partido de extrema izquierda Tupamaro, otorgándole la directiva del partido a una junta ad hoc para que utilizara los cargos, el nombre, la tarjeta electoral, los símbolos y los emblemas electorales del partido.La intervención tuvo lugar después de que el partido anunciara una alianza electoral sin el Partido Socialista Unido de Venezuela (PSUV). El 21 de agosto, el TSJ hizo lo mismo con el partido de izquierda Patria Para Todos, que también había anunciado una alianza electoral sin el PSUV, al disolver la junta directiva presidida por Rafael Uzcátegui y sustituirla por otra encabezada por Ilenia Medina. Para entonces, el PPT fue el segundo partido intervenido que formó parte del Gran Polo Patriótico pero se separó como disidencia, y el quinto partido intervenido en total, después de Acción Democrática, Primero Justicia y Voluntad Popular.
El Tribunal Supremo también intervino los partidos Bandera Roja y Compromiso País, entregándole el partido a una junta directiva ad hoc. El 22 de agosto a Nueva Visión para mi País (NUVIPA) también se le impuso una nueva directiva designada por el TSJ, dirigida por Humberto Padilla para "democratizar" al partido.
Después de que Henrique Capriles promoviera la participación en los comicios, el TSJ revirtió la intervención del partido Primero Justicia el 4 de septiembre, quitándole la junta directiva a José Brito. Primero Justicia ratificó tras la sentencia que no participaría en las elecciones. Poco después, Primero Venezuela fue fundado por miembros que asumieron el partido tras la intervención, que utiliza un logo y nombre similares a Primero Justicia y se presentó a las elecciones.

### Después de las elecciones regionales de 2022
En marzo de 2022, la dirección de Avanzada Progresista fue disputada entre Luis Augusto Romero, quien reivindicaba la máxima autoridad de la organización, y Henri Falcón, quien fue ratificado presidente del partido en una asamblea no reconocida por el Consejo Nacional Electoral,dicha asamblea fue declarada nula por el Consejo Nacional Electoral, organismo que reconoció al Comité Ejecutivo Nacional como autoridad única de AP, mientras Falcón anunció la creación de un nuevo movimiento, denominado "Futuro" , compuesto principalmente por ex progresistas, cesando así la disputa interna que unió a la opositora Plataforma Unitaria.

### Elecciones presidenciales de 2024
En agosto de 2023 el Tribunal Supremo de Justicia intervino a la junta del Partido Comunista de Venezuela, designando una nueva junta ad hoc. Mientras que Henry Parra y Sixto Rodríguez han sido vinculados con el PSUV, partido gobernante, el PCV se une a la lista de partidos intervenidos por razones políticas por el cuestionado judicial venezolano, junto a diversos partidos del llamado chavismo disidente y de la propia oposición tradicional.
El 22 de abril de 2024 la Sala Constitucional del TSJ nuevamente intervino a la organización política Primero Justicia que había sido rescatado por Henrique Capriles en septiembre de 2020, designando a José Brito como presidente de una junta directiva ad hoc de la organización, el fundador Julio Borges indicó que «Maduro pretende robarse la tarjeta de Primero Justicia entregándosela a un alacrán que es un instrumento de su régimen. Todo esto lo hacen para intentar crear frustración, pero no podrán».